# Trzęsienie ziemi w Molise (2002)
Trzęsienie ziemi w Molise (2002) – trzęsienie ziemi, jakie wydarzyło się 31 października 2002 roku i którego epicentrum znajdowało się na terenie regionu administracyjnego Molise, we wschodnich Włoszech. Wstrząs posiadał siłę ocenianą na 5,9 magnitudy i był zlokalizowany na głębokości 10 kilometrów. W wyniku zdarzenia śmierć poniosło 30 osób, kilkadziesiąt odniosło obrażenia, a trzy tysiące straciło dach nad głową.
Trzęsienie ziemi miało miejsce w czwartek 31 października 2002 roku o godzinie 11:32. W wyniku trzęsienia, najbardziej ucierpiała miejscowość San Giuliano di Puglia, skąd pochodziły wszystkie ofiary śmiertelne. Wstrząs spowodował zawalenie się szkoły podstawowej, grzebiąc pod jej gruzami prawie 70 osób. Ratownicy wydobyli większość poszkodowanych, jednak śmierć poniosło 26 uczniów oraz nauczycielka. Pozostałe trzy ofiary to również mieszkańcy miasteczka.